# Jacques Marsa
 (mars 2023).
Jacques Massacré, connu sous le nom de scène Jacques Marsa, est un danseur, chorégraphe, maître de ballet et homme politique français né à Levallois-Perret en 1951. Après une carrière dans le ballet, il débute ensuite une carrière politique au Rassemblement pour la République, devenant conseiller général et maire de Verneuil-sur-Seine. Après des échecs électoraux, il retourne ensuite travailler dans le monde culturel.

## Première carrière dans le ballet
Premier Prix du Conservatoire national supérieur de musique et de danse de Paris, classe de maître Brieux, il est titulaire du certificat d'aptitude délivré par le Ministère des affaires culturelles. Il étudie durant un an à l'école de danse de l'Opéra de Paris puis engagé par Claude Bessy dans le corps de ballet de l'Opéra de Paris, alors directrice du ballet. Il y reste pendant cinq ans, gravissant les échelons jusqu'à devenir coryphée.
En 1974 il crée sa compagnie de ballet Horizons Danse Compagnie qui regroupe une douzaine de danseurs dont entre autres Dominique Bagouet qui en est un des solistes. Il participe à de nombreux festivals d'été dans le midi de la France et est choisi pour participer au Festival du Théâtre des Champs-Élysées dont le directeur artistique est Youly Algaroff.
En 1975 Robert Hossein et George Skibine demandent à Jacques Marsa de participer à la création du ballet Shéhérazade d'Aminollahh André Hossein au Théâtre Populaire de Reims. Il est engagé comme soliste, maître de ballet, chorégraphe et professeur. De nombreuses tournées sont organisées et quelques mois après le début de la Compagnie Jacques Marsa est promu comme administrateur. C’est lui qui organisera la tournée en Iran.Il continue sa carrière avec Georges Skibine et Robert Hossein pour le ballet Shéhérazade , successivement comme soliste, maître de ballet, professeur puis administrateur. Il est ensuite engagé comme soliste, maître de ballet et professeur par Peter VanDyck au Ballet de l'Opéra national du Rhin.
En 1979, Jacques Marsa devient maître de ballet et professeur de la compagnie du Ballet de Bâle, sous la direction artistique de Heinz Spöerli.
En 1981, Jacques Marsa dirige son école de danse à Verneuil-sur-Seine.

## Activités politiques
Après sa carrière de danseur à l'Opéra de Paris et au Ballet de l'Opéra national du Rhin, Jacques Massacré entre en politique au RPR en 1977 en adhérant à ce parti à Mulhouse. Il devient en 1978 responsable jeunes dans la circonscription de Mulhouse avec Laurent Horter. En 1979, Gérard Kuster demande à Jacques Massacré de se joindre à l’équipe nationale des jeunes de son parti. Il commence dans le même temps à participer à la gestion de la ville de Verneuil-sur-Seine. À la suite de sa première candidature aux élections cantonales, il est élu au Conseil général des Yvelines, canton de Triel-sur-Seine en 1982. En mars 1991 Jacques Massacré devient vice-Président du Conseil général des Yvelines chargé de la Culture et du Patrimoine. Il reste conseiller général et vice-président jusqu'en 2001. Pendant cette période, il est vice-président à la Culture pendant 10 ans.
En 1989, Jacques Massacré devient maire de Verneuil-sur-Seine, charge qu'il détient jusqu'en mars 2001. Pendant cette période, il est confronté en 1991 à la difficile affaire des bois de Verneuil. Après les négociations qu'il mène avec le Conseil Régional, le Conseil Général des Yvelines et l’État, notamment François Mitterrand, Michel Delebarre et Michel Charasse, la commune s’en sort sans mise sous tutelle et peut continuer à se développer normalement. Il a par ailleurs à son actif la création du Centre culturel Maurice Béjart à Verneuil-sur-Seine. Dans ce cadre, en 1999 Jacques Marsa inaugure l’Espace Maurice Béjart avec le chorégraphe ; ils mettent en œuvre ce jour-là la création de L'Enfant roi au Château de Versailles.
Pendant cette période, Jacques Massacré exerce par ailleurs des responsabilités dans le cadre de son parti politique. En 1991, il est ainsi élu Secrétaire RPR de la 7e circonscription des Yvelines. En 1996, il est nommé par Philippe Séguin Secrétaire général départemental du RPR dans les Yvelines avec Henri Cuq comme Président.
En 2001, Jacques Marsa perd simultanément ses mandats de maire et de conseiller général. Il démissionne de son poste de Secrétaire général et met sa carrière politique entre parenthèses.
De retour en politique, Jacques Massacré adhère le 2 mars 2016  à Force républicaine qui soutient la candidature à la primaire de François Fillon. Le lundi 28 novembre 2016 Jacques Massacré prend son adhésion aux Républicains afin d’accompagner la candidature de François Fillon à la Présidentielle.

## Retour dans le milieu culturel
Après ses défaites aux élections municipales et cantonales de 2001, il retourne au monde culturel en dirigeant, en 2003, le Centre Chaplin de Mantes-la-Jolie puis en devenant, de 2005 à 2006, délégué général du Festival Off d'Avignon.
En 2001, il est professeur invité à l’École contemporaine de danse à Montréal, sous la direction de Didier Chirpaz.
En 2004, Jacques Marsa organise, en partenariat avec l’École supérieure de ballet contemporain de Montréal, le premier concours de danse qui a lieu à Cayenne en Guyane française. Les membres du jury sont Claude Devulpian, danseuse étoile de l’Opéra de Paris, professeur au Conservatoire national supérieur de musique et de danse de Paris, et Françoise Vaussenat, directrice des études de l’École supérieure de ballet contemporain de Montréal.
En 2005, Jacques Marsa est engagé comme délégué général du Festival Off d'Avignon, structure de coordination et de communication de l’ensemble des Compagnies du Off.
En 2008, il participe à la création de Ballet Danse International, structure d’accompagnement des écoles de danse organisant des stages, des concours, produisant des disques pour les leçons de danse classique.
De 2009 à 2011, Jacques Marsa est professeur invité dans de nombreuses écoles de danse en Europe (École supérieure de danse de Cannes Rosella Hightower, dirigée par Paola Cantalupo ), École royale de Ballet d'Anvers en Belgique, au Canada et dans les DOM TOM, Polynésie Française et Nouvelle-Calédonie. Invité de nombreuses écoles de danse dans l’hexagone, Jacques Marsa est aujourd’hui un pédagogue très demandé qui transmet son art avec passion et conviction, de nombreux jeunes découverts lors de ces Master Class ont rejoint des écoles pré professionnels parrainés par ce dernier.
De 2007 à 2016, Jacques Marsa crée le Concours international de danse Petipa qui aura lieu successivement en Belgique à Durbuy et Bruxelles, en France à Mulhouse, Bourg les Valence, Auray, Chauray, Chaville, et au Canada à Québec.
Il organise dans ce cadre des soirées avec Rudra Béjart Ballet Lausanne, le Ballet de l’Opéra national du Rhin, la compagnie de Ballet du capitole de Toulouse sous la direction de Kader Belarbi, les Ballet Jazz de Montréal.
Il dirige actuellement le Ballet Danse International qu'il a fondé et est professeur invité pour des master classes de danse classique dans de nombreuses écoles internationales. Il est le responsable artistique du Concours international de danse Petitpa qu'il a créé en 2007.

## Divers
Jacques Massacré a reçu l’ordre national du Mérite et est médaillé d’or de la jeunesse et des sports.